# Franco Fanti
Pour les articles homonymes, voir Fanti.
Franco Fanti, né le 21 mars 1924 à Colorina (Lombardie) et mort le 20 septembre 2007 à Cantù (Lombardie), est un coureur cycliste italien, professionnel de 1949 à 1952. 

## Biographie
Né en 1924 à Colorina, dans la province de Sondrio, Franco Fanti commence à pratiquer le cyclisme à 15 ans, avant d'arrêter son activité pour la Seconde Guerre mondiale, lorsqu'il finit prisonnier en Allemagne.
En amateur, il remporte la Coppa Agostoni en 1947 et la course amateur du Tour du Lac Léman en 1948.
Également en 1948, à 24 ans, il participe aux championnats du monde à Fauquemont, dans la course sur route Amateurs, atteignant la 10e place, et aux Jeux olympiques de Londres en 1948 , terminant 19e dans la course en ligne.
En 1949, à l'âge de 25 ans, il passe professionnel chez Fréjus, avec laquelle il dispute le Tour d'Italie, où il abandonne. L'année suivante, il participe de nouveau au Tour d'Italie, qu'il termine à la 56e place, à Milan-San Remo, terminant 57e, et obtient sa seule victoire en tant que professionnel, le classement général du Tour de Yougoslavie. En 1951, il participe à son troisième Giro, sans le terminer, et à trois « monuments » : Milan-San Remo (126e), puis Paris-Roubaix (39e) et le Tour de Lombardie (44e).
Dans sa carrière, il court, ainsi qu'avec le Fréjus entre 1949 et 1950, avec les formations Tebag en 1950, Ganna en 1951 et Adria Rennstall en 1951 et 1952, prenant sa retraite à l'âge de 28 ans.
Il meurt en 2007, à l'âge de 83 ans.

## Palmarès
- 1947
  - Coppa Agostoni
- 1948
  - Tour du Lac Léman amateurs
  - 10e du championnat du monde sur route amateurs
- 1950
  - Tour de Yougoslavie

## Résultats sur les grands tours

### Tour d'Italie
3 participations
- 1949 : abandon
- 1950 : 56e
- 1951 : abandon